# Nummus

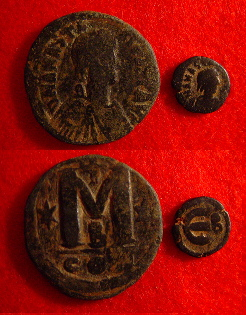
Nummi de la sfârșitul domniei lui Anastasiu I: o piesă monetară de 40 de nummi (sau follis) și o piesă monetară 5 nummi (sau pentanummium).

Nummus (la plural, în latină nummi) este un cuvânt latin care semnifică „monedă”. Îndeosebi desemnează o serie de piese monetare de slabă valoare, din cupru, emise de imperiile roman și bizantin în Antichitatea târzie.
Prin 294, în timpul tetrarhiei, a apărut o nouă piesă monetară din bronz, cântărind zece grame și având diametrul de trei centimetri. Numele său oficial era, se pare, nummus, însă ea este cunoscută, în mediile numismaților moderni sub denumirea de follis. Termenul de nummus este deci cel mai adesea rezervat pieselor monetare bizantine emise între secolele al V-lea și al VII-lea. Aceste sunt mici, prost bătute, cântăresc mai puțin de un gram și constituie cea mai mică denominație de monedă bizantină. Valoarea lor oficială era de 1/7.000 dintr-un solidus de aur, dar de obicei era schimbată cu 1/6.000 sau 1/12.000. Pe avers, nummus poartă în general portretul în profil al împăratului aflat la domnie, iar pe revers monograma imperială. Totuși, unele piese monetare emise sub Iustinian I (527-565) își afișează valoarea cu ajutorul cifrei grecești A.
În 498, împăratul Anastasiu I (491-518) a reformat moneda introducând multipli de nummus, cu denominațiuni de patruzeci de nummi (cunoscută și sub numele de follis), douăzeci de nummi (semifollis) și zece nummi (decanummium, δεκανούμμιον). Aceste piese monetare sunt marcate și cu cifre grecești: M pentru follis, K pentru semifollis și I pentru decanummium. Pe de altă parte, circulația simplului nummuss-a întrerupt. În 513, greutățile acestor piese monetare s-au dublat, a fost creat pentanummium (πεντανούμμιον, de cinci nummi, marcat cu un E), iar nummus nu a mai fost bătut.
În 538/539, Iustinian a modificat follis pentru a-i mări greutatea la douăzeci și cinci de grame. A trecut la 22,5 g în 541/542, iar alte reduceri au urmat până la sfârșitul secolului. În acel moment, o nouă piesă monetară de treizeci de nummi (marcată cu un Λ sau cu XXX) a fost introdusă în circulație. Moneda follis nu a mai fost bătută la Constantinopol, dar a continuat totuși în Exarhatul Cartagina, până în secolul al VII-lea. În secolul al VII-lea diferitele crize militare și financiare au condus la o reducere a masei pieselor monetare și la o pierdere a calității de batere a monedelor de bronz. Sub Constans al II-lea (641-668), un follis nu mai cântărea decât trei grame. De aici rezultă că denominațiile inferioare „semifollisului” sunt, în practică, imposibil de bătut și de aceea au fost abandonate. Ulterior, termenul „nummus” rămâne în utilizare noțională pentru a desemna o a șasea miime dintr-un „solidus”, iar în limbajul colocvial, desemnează o monedă măruntă.